# 夹谷之奇
夹谷之奇（？—1289年），字士常，号书稳，元朝滕州人，女真族。
夹谷之奇年少丧父。受业于康晔，担任济宁教授，后辟中书省掾。元军攻南宋，任命他为行省左右司都事。元世祖至元十九年（1282年），为吏部郎中。确立黜陟澄汰之法，著为令式。至元二十一年（1284年），担任赞善大夫。曾与李谦奏时政十事呈给太子真金，被升为侍御史。最后官至吏部尚书。